# José Luis Montes
José Luis Montes Vicente (Segovia, 10 de agosto de 1956-Lorca, 18 de agosto de 2013) fue un futbolista y entrenador de fútbol español.

## Trayectoria
Como futbolista se inició en el Castilla, y bajo la disciplina del filial madridista se marchó cedido al Español de San Vicente, Club Getafe Deportivo y Alcalá. Posteriormente fue traspasado al Real Valladolid y luego al Deportivo de La Coruña, donde estuvo tres temporadas, y más tarde fichó por el Hércules por tres temporadas, aunque rescindió el contrato sin cumplirlas al completo.

## Muerte
José Luis Montes murió el 18 de agosto de 2013, víctima de un cáncer.

## Clubes

### Como futbolista
| Club                         | País   | Año       | Partidos |
| ---------------------------- | ------ | --------- | -------- |
| Real Madrid Castilla C. F.   | España | 1978-1979 | 5        |
| Club Getafe Deportivo        | España | 1979-1980 | 10       |
| R. S. D. Alcalá              | España | 1980-1981 | 36       |
| Real Valladolid C. F.        | España | 1981-1983 | 12       |
| R. C. Deportivo de La Coruña | España | 1983-1986 | 88       |
| Hércules C. F.               | España | 1986-1988 | 43       |
| C.F. Lorca Deportiva         | España | 1988-1989 | 35       |
| U. D. Melilla                | España | 1989-1994 | 158      |

### Como entrenador
| Club                 | País   | Año       |
| -------------------- | ------ | --------- |
| Écija Balompié       | España | 1999-2002 |
| Algeciras C. F.      | España | 2002-2004 |
| U. D. Melilla        | España | 2004-2005 |
| C. E. Sabadell F. C. | España | 2005-2006 |
| F. C. Cartagena      | España | 2006-2007 |
| Algeciras C. F.      | España | 2007-2008 |
| U. D. Marbella       | España | 2008-2010 |
| Real Jaén C. F.      | España | 2010      |
| C. P. Cacereño       | España | 2010-2011 |
| U. B. Conquense      | España | 2012      |
| C. F. Villanovense   | España | 2013      |